# Институт Михаила Пупина
Институт Михаила Пупина (серб. Институт Михајло Пупин / Institut Mihajlo Pupin) — научно-исследовательский институт, работающий в Белграде с 1946 года. Проводит исследования в области электроники, автоматизации, управления технологическими процессами, в сфере вычислительных процессов, телекоммуникаций, цифровой обработки сигналов, информационных систем, программной инженерии, робототехники. Входит в структуру Белградского университета и Сербской академии наук.

## История
Основание института состоялось в послевоенном 1946 году при Сербской академии наук и искусств в Белграде, тогда он состоял из двух независимых друг от друга подразделений: Института телекоммуникаций и Института электроники. В 1947 году по распоряжению правительства Социалистической Федеративной Республики Югославия был создан Центральный институт радио СФРЮ, а в 1948 году для изучения принципов производства электроэнергии соответствующее министерство заложило Институт энергетики.
В 1950 году Сербская академия наук приняла решение объединить все эти четыре института в единый Институт имени Николы Теслы, который занимался бы изучением всех явлений, так или иначе связанных с электричеством. В таком виде он просуществовал до 1959 года, когда по решению исполнительного совета Национального собрания Народной Республики Сербской из него выделили группу учёных и исследователей для создания отдельного института электроники и телекоммуникаций — тогда же он был назван в честь выдающегося физика Михаила Пупина.
С тех пор в течение последующих десятилетий институт неоднократно подвергался реструктуризации и реорганизации, в частности на его базе был создан факультет электротехники Белградского университета, выделились несколько дочерних компаний, таких как «Электронная индустрия» и «Энергопроект», в свою очередь, институт Михаила Пупина включил в себя две лаборатории расформированного Института ядерных наук «Винча». Вплоть до 1968 года институт существовал исключительно на государственные средства, однако затем с полностью бюджетного финансирования частично перешёл на самофинансирование.

## Деятельность
В настоящее время институт является государственным предприятием и находится в подчинении Министерства науки Сербии. Занимается производством большого количества связанных с электроникой продуктов, оказывает широкий спектр услуг, предоставляет конкретные аппаратные и программные решения в области информационных и коммуникационных технологий, консалтинг, инжиниринг, изготовление опытных образцов, проектирование и интеграция сложных систем.
Институт Михаила Пупина особенно известен разработкой компьютеров серий CER, HRS и TIM, которые в своё время были довольно распространены на территории бывшей Югославии.

## Награды
- Сретенский орден II степени (2016)[2]